# James Abbott (Fußballspieler)
James Arthur Abbott (* 7. September 1892 in Patricroft; † Dezember 1952 in Barton-upon-Irwell)  war ein englischer Fußballspieler.

## Karriere
Abbott spielte für das Schulteam in Barton-upon-Irwell und bereits als 14-Jähriger für Barton Albion in der Manchester Amateur League, wo er über vier Jahre einen Schnitt von zwei Toren pro Partie erreicht haben soll. Kurz nach Beginn der Saison 1912/13 schloss er sich Eccles Borough in der Lancashire Combination an und gewann mit dem Klub die Ligameisterschaft. Zur Saison 1913/14 wechselte Abbott gemeinsam mit den Brüdern Albert und Peter Fairclough, die in der Meisterschaftssaison für Eccles Borough zusammen 71 Treffer erzielt hatten (davon 29 von Abbott), zu Manchester City in die Football League First Division.
Dort gab er nach einigen Auftritten im Reserveteam kurz nach seinem 19. Geburtstag am 13. September 1913 bei einem 3:1-Auswärtssieg gegen Sheffield United auf der rechten Halbstürmerposition sein Debüt und trug mit einem Treffer zum Erfolg bei. Auch in der Folgewoche gegen Derby County stand er im Aufgebot, trotz eines weiteren Treffers von Abbott unterlag das Team mit 1:2. Abbott bildete auch eine Woche später bei einer 1:3-Niederlage gegen Tottenham Hotspur erneut mit Sid Hoad die rechte Angriffsseite, im weiteren Saisonverlauf erhielten aber George Wynn und Harry Taylor den Vorzug. Ende Januar 1915 wurde Abbott von Manchester City wegen Fehlverhaltens für unbestimmte Zeit suspendiert; bis April 1915 soll er dem Klub angehört haben.
Im Februar 1916 hatte Abbott noch einen Auftritt für den FC Portsmouth gegen die Bristol Rovers (Endstand 3:0) in der South-Western Combination, einem kriegsbedingten Ersatzwettbewerb. Bereits im März 1915 war Abbott in die Armee eingetreten und diente bei den South Wales Borderers, im Dezember 1917 wurde er ehrenhaft aus dem Armeedienst entlassen weil er „nicht länger die körperliche Fitness für den Kriegsdienst“ besaß. In den frühen 1920er Jahren trat er als Crown-Green-Bowls-Spieler (eine Variante von Bowls) in Erscheinung und nahm an mehreren großen Turnieren teil.